# Лиса (Ивањица)
Лиса је насеље у Србији у општини Ивањица у Моравичком округу. Према попису из 2022. било је 734 становника (према попису из 1991. било је 1278 становника).
Овде се налазе Црква Светог Архангела Михаила у Лиси и Крајпуташи из Лисе (Ивањица). Највећи рудник антимона у Краљевини Југославији налазио се у Лиси.

## Демографија
У насељу Лиса живи 911 пунолетних становника, а просечна старост становништва износи 44,9 година (43,2 код мушкараца и 46,6 код жена). У насељу има 344 домаћинства, а просечан број чланова по домаћинству је 3,24.
Ово насеље је великим делом насељено Србима (према попису из 2002. године), а у последња три пописа, примећен је пад у броју становника.
|  |

| Демографија | Демографија | Демографија |
| Година      | Становника  | Становника  |
| ----------- | ----------- | ----------- |
| 1948.       | 1.984       |             |
| 1953.       | 2.072       |             |
| 1961.       | 1.962       |             |
| 1971.       | 1.747       |             |
| 1981.       | 1.513       |             |
| 1991.       | 1.278       | 1.243       |
| 2002.       | 1.113       | 1.125       |

| Етнички састав према попису из 2002.‍ | Етнички састав према попису из 2002.‍ | Етнички састав према попису из 2002.‍ | Етнички састав према попису из 2002.‍ | Етнички састав према попису из 2002.‍ |
| ------------------------------------ | ------------------------------------ | ------------------------------------ | ------------------------------------ | ------------------------------------ |
|                                      |                                      |                                      |                                      |                                      |
| Срби                                 | Срби                                 |                                      | 1.107                                | 99,46%                               |
| Руси                                 | Руси                                 |                                      | 1                                    | 0,08%                                |
| Македонци                            | Македонци                            |                                      | 1                                    | 0,08%                                |
| непознато                            | непознато                            |                                      | 3                                    | 0,26%                                |

| Година пописа     | 1948. | 1953. | 1961. | 1971. | 1981. | 1991. | 2002. |
| ----------------- | ----- | ----- | ----- | ----- | ----- | ----- | ----- |
| Број домаћинстава | 315   | 315   | 367   | 384   | 382   | 359   | 344   |

| Број чланова      | 1  | 2  | 3  | 4  | 5  | 6  | 7  | 8 | 9 | 10 и више | Просек |
| ----------------- | -- | -- | -- | -- | -- | -- | -- | - | - | --------- | ------ |
| Број домаћинстава | 73 | 94 | 42 | 38 | 43 | 33 | 13 | 3 | 4 | 1         | 3,24   |

| Пол    | Укупно | Неожењен/Неудата | Ожењен/Удата | Удовац/Удовица | Разведен/Разведена | Непознато |
| ------ | ------ | ---------------- | ------------ | -------------- | ------------------ | --------- |
| Мушки  | 477    | 146              | 297          | 29             | 5                  | 0         |
| Женски | 475    | 62               | 298          | 110            | 5                  | 0         |
| УКУПНО | 952    | 208              | 595          | 139            | 10                 | 0         |

| Пол    | Укупно                    | Пољопривреда, лов и шумарство | Рибарство                            | Вађење руде и камена | Прерађивачка индустрија       |
| ------ | ------------------------- | ----------------------------- | ------------------------------------ | -------------------- | ----------------------------- |
| Мушки  | 271                       | 146                           | 0                                    | 0                    | 62                            |
| Женски | 158                       | 63                            | 0                                    | 0                    | 62                            |
| УКУПНО | 429                       | 209                           | 0                                    | 0                    | 124                           |
| Пол    | Производња и снабдевање   | Грађевинарство                | Трговина                             | Хотели и ресторани   | Саобраћај, складиштење и везе |
| Мушки  | 3                         | 20                            | 11                                   | 8                    | 11                            |
| Женски | 0                         | 0                             | 10                                   | 4                    | 4                             |
| УКУПНО | 3                         | 20                            | 21                                   | 12                   | 15                            |
| Пол    | Финансијско посредовање   | Некретнине                    | Државна управа и одбрана             | Образовање           | Здравствени и социјални рад   |
| Мушки  | 0                         | 0                             | 3                                    | 4                    | 2                             |
| Женски | 0                         | 0                             | 2                                    | 4                    | 8                             |
| УКУПНО | 0                         | 0                             | 5                                    | 8                    | 10                            |
| Пол    | Остале услужне активности | Приватна домаћинства          | Екстериторијалне организације и тела | Непознато            | Непознато                     |
| Мушки  | 0                         | 0                             | 0                                    | 1                    | 1                             |
| Женски | 1                         | 0                             | 0                                    | 0                    | 0                             |
| УКУПНО | 1                         | 0                             | 0                                    | 1                    | 1                             |